# Teoría integral
La teoría integral es el intento del filósofo Ken Wilber de colocar una amplia diversidad de teorías y pensadores en un solo marco. Se presenta como una "teoría de todo" ("la Totalidad viviente de materia, cuerpo, mente, alma y espíritu"), tratando de "reunir un número ya existente de paradigmas separados en una red interrelacionada de enfoques que se enriquecen mutuamente".
Algunos han aplicado la teoría integral de Wilber en una gama limitada de dominios. El Instituto Integral publica la Revista de Teoría y Práctica Integral. Las ideas de Wilber han atraído principalmente la atención en subculturas específicas y han sido ampliamente ignoradas en la academia.

## Orígenes y antecedentes

### Orígenes
La "teoría integral" de Ken Wilber comenzó en la década de 1970, con la publicación de El espectro de la conciencia, que intentó sintetizar las tradiciones religiosas orientales con la teoría occidental de etapas estructurales, modelos de desarrollo psicológico que describen el desarrollo humano como siguiendo un curso establecido de etapas de desarrollo.
Las ideas de Wilber se han vuelto cada vez más inclusivas a lo largo de los años, incorporando ontología, epistemología y metodología. Wilber, basándose en las teorías de Aurobindo y Gebser, así como en los escritos de muchos otros autores, creó una teoría que él llama AQAL, "Todos los cuadrantes, todos los niveles".

### Antecedentes

#### Sri Aurobindo
El adjetivo integral fue utilizado por primera vez en un contexto espiritual por Sri Aurobindo (1872-1950) desde 1914 en adelante para describir sus propias enseñanzas espirituales, a las que se refirió como Purna (Skt: "Completo") Yoga. Apareció en  The Synthesis of Yoga, un libro que se publicó por primera vez en forma de serie en la revista Arya y fue revisado varias veces desde entonces.
El trabajo de Sri Aurobindo ha sido descrito como Vedanta Integral y Psicología integral (Sri Aurobindo) psicología, también (el término acuñado por Indra Sen) y la psicoterapia que surge de él. Sus escritos influyeron en otros que utilizaron el término "integral" en contextos más filosóficos o psicológicos.
En las enseñanzas de Sri Aurobindo, el yoga integral se refiere al proceso de unión de todas las partes del ser con lo Divino y la transmutación de todos sus elementos discordantes en un estado armonioso de conciencia y existencia divinas superiores.
Como lo describieron Sri Aurobindo y su colaboradora  La Madre (1878-1973), esta enseñanza espiritual implica una  transformación divina integral de todo el ser, en lugar de la  liberación de una sola facultad como el intelecto o la emoción del cuerpo. Según Sri Aurobindo,
Lo Divino es infinito en su esencia y también su manifestación es infinitamente infinita. Si es así, no es probable que nuestra verdadera perfección integral en el ser y en la naturaleza pueda venir de un solo tipo de realización; debe combinar muchas hebras diferentes de experiencia divina. No se puede alcanzar mediante la búsqueda exclusiva de una única línea de identidad hasta que se eleve a su absoluto; debe armonizar muchos aspectos del Infinito. Una conciencia integral con una experiencia dinámica multiforme es esencial para la transformación completa de nuestra naturaleza. & mdash; Sri Aurobindo, The Synthesis of Yoga, p. 114
Las ideas de Aurobindo fueron exploradas más a fondo por Indra Sen (1903-1994) en las décadas de 1940 y 1950, un psicólogo y devoto de Sri Aurobindo y La Madre. Fue el primero en acuñar el término "psicología integral" para describir las observaciones psicológicas que encontró en los escritos de Sri Aurobindo (que contrastaba con los de la psicología occidental), y desarrolló temas de "cultura integral" y "hombre integral".
Estas ideas fueron desarrolladas aún más por Haridas Chaudhuri (1913-1975), un filósofo y académico  bengalí que fundó en 1968 el Instituto de Estudios Integrales de California.

#### Jean Gebser
La palabra "integral" fue sugerida independientemente por Jean Gebser (1905-1973), un  fenomenólogo y erudito interdisciplinario, en 1939 para describir su propia intuición con respecto a la siguiente etapa de la conciencia humana. Gebser fue el autor de "El origen siempre presente", que describe la historia humana como una serie de mutaciones en la conciencia. Solo después descubrió la similitud entre sus propias ideas y las de Sri Aurobindo y Teilhard de Chardin (Pierre Teilhard de Chardin). En su libro "El origen siempre presente", Gebser distinguió entre cinco estructuras de conciencia: arcaica, mágica, mítica, mental e integral. Gebser escribió que desconocía el uso anterior de Sri Aurobindo del término "integral", que coincide en cierta medida con el suyo.[cita requerida]

#### Georg Feuerstein
El indólogo alemán Georg Feuerstein escribió por primera vez sobre el integralismo en "¿Totalidad o trascendencia? Antiguas lecciones para la civilización global emergente" (1992). Feuerstein usó este término para referirse a una perspectiva particular de la espiritualidad que vio presente en las tradiciones  tántricas de la India. Feuerstein describió tres enfoques principales de la vida en la espiritualidad india: "nivritti-marga" (camino de cesación), "pravritti-marga" (camino de actividad) y "purna-marga" (camino de plenitud). El camino de la cesación es el camino tradicional de renunciación y ascetismo practicado por  sanyasins con el objetivo de la liberación de este mundo, mientras que el camino de la actividad es la búsqueda de bienes y felicidad mundanos. Feuerstein vincula este enfoque integral con la filosofía india No dualismo y la tradición tántrica. Según Feuerstein, el enfoque integral o de totalidad: "implica un cambio cognitivo total por el cual el mundo fenoménico se vuelve transparente a través de la sabiduría superior. Ya no se ven las cosas como estrictamente separadas unas de otras, como si fueran realidades aisladas en sí mismas, sino todo se ve en conjunto, se comprende en conjunto y se vive en conjunto. Cualesquiera que sean las distinciones, son variaciones o manifestaciones del mismo Ser y dentro de él ". Una cosmovisión integral también conduce al positivismo corporal y sexual y a la ausencia de ascetismo. Incluso las experiencias negativas como el dolor y el disgusto se consideran parte integral de nuestra vida y del mundo y, por lo tanto, no son rechazadas por el enfoque integral, sino que se utilizan con habilidad.

#### Colaboración con Don Beck
Después de completar el libro Sex, Ecology, Spirituality, Ken Wilber comenzó a colaborar con Don Beck, cuya "dinámica espiral" muestra fuertes correlaciones con el modelo de Wilber.
En Spiral Dynamics, Don Beck y Chris Cowan usan el término "integral" para una etapa de desarrollo que sigue secuencialmente a la etapa pluralista. La característica esencial de esta etapa es que continúa la naturaleza inclusiva de la mentalidad pluralista, pero extiende esta inclusividad a quienes están fuera de la mentalidad pluralista. Al hacerlo, acepta las ideas de desarrollo y jerarquía, que la mentalidad pluralista encuentra difícil. Otras ideas de Beck y Cowan incluyen el "primer nivel" y el "segundo nivel", que se refieren a períodos importantes del desarrollo humano.[cita requerida]

## Teoría

### Todos los cuadrantes Todos los niveles
| Arriba a la izquierda (AI) "Yo" Interior Individual Intentional e.g. Freud  | Superior derecho (UR) "Objeto" Exterior Individual Comportamiento e.g. Skinner |
| Inferior izquierda (II) "Nosotros" Colectivo Interior Cultural e.g. Gadamer | Inferior derecha (ID) "Objetos" Colectivo Exterior Social e.g. Marx            |

El AQAL de Ken Wilber, pronunciado "ah-qwul", es el marco básico de la Teoría Integral. Sugiere que todo el conocimiento y la experiencia humana se pueden colocar en una cuadrícula de cuatro cuadrantes, a lo largo de los ejes de "interior-exterior" e "individual-colectivo". Según Wilber, es uno de los enfoques más completos de la realidad, una metateoría que intenta explicar cómo las disciplinas académicas y todas las formas de conocimiento y experiencia encajan de manera coherente.
AQAL se basa en cuatro conceptos fundamentales y una categoría de descanso: cuatro cuadrantes, varios niveles y líneas de desarrollo, varios estados de conciencia y "tipos", temas que no encajan en estos cuatro conceptos. Los "niveles" son las etapas de desarrollo, desde lo prepersonal hasta lo personal y lo transpersonal. Las "líneas" son líneas de desarrollo, los diversos dominios de desarrollo, que pueden procesar de manera desigual, con varias etapas de desarrollo en los distintos dominios. Los "estados" son estados de conciencia; según Wilber, las personas pueden tener una experiencia terminal de una etapa de desarrollo superior. "Tipos" es una categoría de descanso, para fenómenos que no encajan en los otros cuatro conceptos. Para que un relato del Kosmos esté completo, Wilber cree que debe incluir cada una de estas cinco categorías. Para Wilber, solo una explicación de este tipo puede llamarse con precisión "integral". En el ensayo, "Extracto C: Las formas en que estamos juntos en esto", Wilber describe AQAL como "una arquitectura sugerida del Kosmos".
El modelo está coronado por una conciencia informe, "la simple sensación de ser", que se equipara con una gama de "últimos" de una variedad de tradiciones orientales. Esta conciencia informe trasciende el mundo fenoménico, que en última instancia es solo una apariencia de alguna realidad trascendental. Según Wilber, las categorías AQAL —cuadrantes, líneas, niveles, estados y tipos— describen la verdad relativa de la doctrina de las dos verdades del Budismo.

### Holones
Los holones son los bloques de construcción individuales del modelo de Wilber. Wilber tomó prestado el concepto de "Holón" de la descripción de Arthur Koestler de la  gran cadena del ser, una descripción medieval de los niveles del ser. "Holon" significa que cada entidad y concepto es tanto una entidad por sí misma como una parte jerárquica de un todo mayor. Por ejemplo, una célula en un organismo es tanto un todo como una célula y, al mismo tiempo, parte de otro todo, el organismo. Asimismo, una letra es una entidad autoexistente y al mismo tiempo parte integral de una palabra, que luego es parte de una oración, que es parte de un párrafo, que es parte de una página; y así. Todo, desde quarks a materia a energía a ideas se puede ver de esta manera. Sin embargo, la relación entre los individuos y la sociedad no es la misma que entre las células y los organismos, porque los holones individuales pueden ser miembros pero no partes de los holones sociales.
En su libro Sexo, ecología, espiritualidad: El espíritu de la evolución , Wilber describe veinte propiedades fundamentales, llamadas "principios", que caracterizan a todos los holones. Por ejemplo, deben ser capaces de mantener su "integridad" y también su "partidad"; un holón que no puede mantener su totalidad dejará de existir y se dividirá en sus partes constituyentes.
Los holones forman " holarchies" naturales, como muñecas rusas, donde un todo es parte de otro todo, a su vez parte de otro todo, y así sucesivamente.

### Cuadrantes
Cada holón puede verse desde dentro (perspectiva subjetiva, interior) y desde fuera (perspectiva objetiva, exterior), y desde una perspectiva individual o colectiva.
Cada uno de los cuatro enfoques tiene una perspectiva válida que ofrecer. El dolor emocional subjetivo de una persona que sufre una tragedia es una perspectiva; las estadísticas sociales sobre tales tragedias son perspectivas diferentes sobre el mismo asunto. Según Wilber, todos son necesarios para una apreciación real de un asunto.
Wilber usa esta cuadrícula para categorizar las perspectivas de varias teorías y académicos, por ejemplo:
- Perspectiva individual interior (cuadrante superior izquierdo) incluyen  Freudiano psicoanálisis, que interpreta las experiencias interiores de las personas y se centra en "yo"
- La perspectiva plural interior (parte inferior izquierda) incluye la hermenéutica filosófica de  Gadamer que busca interpretar la conciencia colectiva de una sociedad, o pluralidad de personas y se centra en "nosotros"
- Perspectiva individual exterior (parte superior derecha)  incluye el conductismo de F. Skinner, que se limita a la observación del comportamiento de los organismos y trata la experiencia interna, la toma de decisiones o la voluntad del sujeto como una caja negra, y que con la cuarta perspectiva enfatiza al sujeto como un espécimen a examinar, o "Eso".
- La perspectiva plural exterior (inferior derecha) incluye  teoría económica marxista que se centra en el comportamiento de una sociedad (es decir, una pluralidad de personas) como entidades funcionales vistas desde fuera, p. "Ellos".

Según Wilber, las cuatro perspectivas ofrecen perspectivas complementarias, en lugar de contradictorias. Es posible que todo sea correcto, y todos son necesarios para una descripción completa de la existencia humana. Según Wilber, cada uno por sí solo ofrece una visión parcial de la realidad.
Según Wilber, la sociedad occidental moderna tiene un enfoque patológico en la perspectiva exterior u objetiva. Estas perspectivas valoran lo que puede ser medido y probado externamente en un laboratorio, pero tienden a negar o marginar los lados izquierdos (subjetividad, experiencia individual, sentimientos, valores) como "no probado" o "sin significado". Wilber identifica esto como una causa fundamental del malestar de la sociedad y denomina la situación resultante de tales perspectivas, "tierra plana".

### Niveles o etapas
Wilber discierne varias etapas estructurales de desarrollo, siguiendo varias teorías de etapas estructurales de Psicología del desarrollo. Según Wilber, estas etapas se pueden agrupar en etapas pre-personales (motivaciones subconscientes), personales (procesos mentales conscientes) y transpersonales (estructuras integradoras y místicas).
Todas estas estructuras mentales se consideran complementarias y legítimas, más que mutuamente excluyentes. Wilber equipara los niveles de desarrollo psicológico y cultural con la naturaleza jerárquica de la materia misma.
| Wilber        | Wilber                           | Aurobindo      | Aurobindo               | Aurobindo       | Aurobindo                   | Aurobindo                  | Aurobindo                        | Gebser             | Piaget                   | Fowler                  | Edad       |
| ------------- | -------------------------------- | -------------- | ----------------------- | --------------- | --------------------------- | -------------------------- | -------------------------------- | ------------------ | ------------------------ | ----------------------- | ---------- |
| Wilber        | Wilber                           | Niveles de ser | Niveles de ser          | Niveles de ser  | Niveles de ser              | Niveles de ser             | Desarrollo                       | Gebser             | Piaget                   | Fowler                  | Edad       |
| Wilber        | Wilber                           | En general     | Ser externo             | Ser externo     | Ser interior                | Ser psíquico               | Desarrollo                       | Gebser             | Piaget                   | Fowler                  | Edad       |
| -             | -                                | Supermente     | Supermente              | Supermente      | Supermente                  | Supermente                 | Hombre gnóstico                  | -                  | -                        | 6. Universalizando      | ¿45+ años? |
| Transpersonal | No dual                          | Supermente     | Supermente              | Supermente      | Supermente                  | Supermente                 | Supra-mental                     | Integral           | Formal-operativo         | 5. Conjuntivo           | ¿35+?      |
| Transpersonal | Causal                           | Mental         |                         | Supra mental    | Supra mental                | Supra mental               | Psiquización y Espiritualización | Integral           | Formal-operativo         | 5. Conjuntivo           | ¿35+?      |
| Transpersonal | Sutil                            | Mental         | Intuición               | Intuición       | Intuición                   |                            | Psiquización y Espiritualización | Integral           | Formal-operativo         | 5. Conjuntivo           | ¿35+?      |
| Transpersonal | Psíquico                         | Mental         | Mente iluminada         | Mente iluminada | Mente iluminada             |                            | Psiquización y Espiritualización | Integral           | Formal-operativo         | 5. Conjuntivo           | ¿35+?      |
| Personal      | Centauro (visión-lógica)         | Mental         | Mente superior          | Mente superior  | Mente superior              |                            | Psiquización y Espiritualización | Integral           | Formal-operativo         | 5. Conjuntivo           | ¿35+?      |
| Personal      | Formal-reflexiva                 | Mental         | Subconsciente mente     | Mente adecuada  | Subliminal (interior) mente |                            | Evolución                        | Racional           | Formal-operativo         | 4. Individual reflexivo | ¿21+ años? |
| Personal      | Formal-reflexiva                 | Mental         | Subconsciente mente     | Mente adecuada  | Subliminal (interior) mente | 3. Sintético- Convencional | Evolución                        | Racional           | Formal-operativo         | 12+ años                |            |
| Personal      | Mente de regla / rol             | Mental         | Subconsciente mente     | Mente adecuada  | Subliminal (interior) mente | Mítico-racional            | Evolución                        | Concreto operativo | 2. Místico- literal      | 7–12 años               |            |
| Pre-personal  | Rep-mental                       | Mental         | Subconsciente mente     | Mente adecuada  | Subliminal (interior) mente | Místico                    | Evolución                        | Pre-operacional    | 1. Intuitivo- proyectivo | 2–7 años                |            |
| Pre-personal  | Fantasma-emocional               | Vital          | Subconsciente. Vital    | Vital           | Subl. (interior) Vital      | Mágico                     | Evolución                        | Sensorial-motor    | 0. Indiferenciado Fe     | 0–2 años                |            |
| Pre-personal  | Sensorial-físico                 | Psíquico       | Subconsciente. Psíquico | Psíquico        | Subl. (interno) Psíquico    | Arcaico                    | Evolución                        | Sensorial-motor    | 0. Indiferenciado Fe     | 0–2 años                |            |
| Pre-personal  | Matriz primaria o indiferenciada | Inconsciente   | Inconsciente            | Inconsciente    | Inconsciente                | Inconsciente               | Inconsciente                     | Sensorial-motor    | 0. Indiferenciado Fe     | 0–2 años                |            |

### Líneas, corrientes o inteligencias
Según Wilber, se pueden discernir varios dominios o líneas de desarrollo, o  inteligencias. Incluyen  cognitiva, ética, estética,  espiritual, cinestésica,  afectivo, músicaal, espacial, lógicaal -  matemática,  kármico, etc. Por ejemplo, uno puede estar altamente desarrollado cognitivamente (cerebralmente inteligente) sin estar altamente desarrollado moralmente (como en el caso de los médicos del nazismo).

### Estados
Los estados son estados temporales de conciencia, como vigilia, soñar y dormir, sensaciones corporales y estados inducidos por drogas y por meditación. Algunos estados se interpretan como indicios temporales de etapas superiores de desarrollo. La formulación de Wilber es: "Los estados son libres pero las estructuras se ganan". Una persona tiene que "construir" o ganar estructura; no se puede experimentar el pico de forma gratuita. Sin embargo, lo que se puede experimentar en la cima son estados superiores de libertad con respecto a la etapa a la que está habituada una persona, por lo que estos estados más profundos o superiores se pueden experimentar en cualquier nivel. Espiritualidad , Wilber identifica algunas variedades de estados:
- Los tres  daily cíclicos estados  naturales : vigilia, soñar y dormir.
- Estados fenomenales  como sensaciones corporales, emociones, ideas mentales, recuerdos o inspiraciones, o de fuentes externas como nuestras entradas sensoriomotores, ver, oír, tocar, oler, saborear .
- Estados  alterados , se divide en dos grupos:

- Exógeno' 'o inducidos: estados psicodélicos y otros estados inducidos por drogas; hipnosis e hipnoterapia; técnicas psicoterapéuticas; terapia Gestalt; psicodrama; diálogo de voz técnicas; biofeedback estados; formas de imaginería guiada;
- Endógenos o estados entrenados: técnicas de mejora del rendimiento en terapia deportiva; entrenamiento meditativo que trabaja en estados de calma, relajación, ecuanimidad; e imágenes y visualización mentales como la meditación Tonglen.
- Algunas técnicas, como la Programación neurolingüística, funcionan tanto con tipos endógenos como exógenos.

- Espontáneos o estados máximos: cambios de conciencia no intencionados o inesperados de estados de conciencia burdos a sutiles o causales.[35]

### Tipos
Estos son modelos y teorías que no encajan en las otras categorizaciones de Wilber. Masculino / femenino, las nueve categorías del  Eneagrama, los  arquetipos y las tipologías de  Jung, entre innumerables otros, son todos tipos válidos en el esquema de Wilber . Wilber hace de los tipos parte de su modelo para señalar que estas distinciones son diferentes de las distinciones ya mencionadas: cuadrantes, líneas, niveles y estados..

### Otros enfoques
Bonnitta Roy ha introducido un "Modelo de proceso" de teoría integral, que combina la filosofía de proceso occidental, las ideas Dzogchen y la teoría wilberiana. Ella distingue entre el concepto de "perspectiva" de Wilber y el concepto de "vista" de Dzogchen, argumentando que la vista de Wilber se sitúa dentro de un marco o "envoltura estructural" que la restringe, en contraste con la intención de ser Dzogchen. consciente de la vista.
Wendelin Küpers, un académico alemán especializado en investigación fenomenológica, ha propuesto que una "fenopráctica integral" basada en aspectos del trabajo de Maurice Merleau-Ponty puede proporcionar la base de una "fenomenología adecuada" útil en la investigación integral . Su enfoque propuesto pretende ofrecer un enfoque más inclusivo y coherente que la fenomenología clásica, que incluye procedimientos y técnicas llamados "epoché", "entre corchetes", "reducción" y "variación libre".
Sean Esbjörn-Hargens ha propuesto un nuevo enfoque al llamado Pluralismo Integral, que se basa en el trabajo reciente de Wilber pero enfatiza elementos como el Pluralismo Ontológico que están subestimados o ausentes en los propios escritos de Wilber.

## Figuras contemporáneas
Algunas personas afiliadas a Ken Wilber han afirmado que existe un "movimiento integral" vagamente definido. Otras, sin embargo, no han estado de acuerdo. Cualquiera que sea su estatus como "movimiento", existe una variedad de organizaciones religiosas, centros de estudios, conferencias, talleres y publicaciones en los Estados Unidos e internacionalmente que utilizan el término "integral".
Según John Bothwell y David Geier, entre los principales pensadores del movimiento integral se encuentran Stanislav Grof, Fred Kofman,  George Leonard,  Michael Murphy , Jenny Wade, Roger Walsh, Ken Wilber y Michael E. Zimmerman. En 2007, Steve McIntosh señaló a Henri Bergson y Teilhard de Chardin como pre-figurando a Wilber como pensadores integrales. Mientras que en el mismo año, los editores de  ¿Qué es la Ilustración?  Figuran como Integralistas contemporáneos Don Edward Beck, Allan Combs, Robert Godwin, Sally Goerner,  George Leonard,  Michael Murphy, William Irwin Thompson y Wilber.
Gary Hampson sugirió que hay seis ramas genealógicas entrelazadas de Integralistas, basadas en aquellos que usaron por primera vez el término: aquellas alineadas con Aurobindo, Gebser, Wilber, Gangadean, László y Steiner (señalando que la rama Steiner es vía el conducto de Gidley).

## Aplicaciones
Michael E. Zimmerman y Sean Esbjörn-Hargens han aplicado la teoría integral de Wilber en sus estudios ambientales e investigación ecológica, llamándola "ecología integral".
El "liderazgo integral" se presenta como un estilo de liderazgo que intenta integrar los principales estilos de liderazgo.  Don Beck, Lawrence Chickering, Jack Crittenden, David Sprecher y Ken Wilber han aplicado el modelo AQAL a cuestiones de filosofía política y aplicaciones en gobierno, llamándolo "política integral". Sen ha llamado a la psicología Yoga de Sri Aurobindo (psicología integral (Sri Aurobindo)) "psicología integral". Para Wilber, la "psicología integral" es una psicología que es inclusiva u holística en lugar de exclusivista o reductiva, y valora e integra múltiples explicaciones y metodologías. Marilyn Hamilton usó el término "ciudad integral", describiendo la ciudad como un sistema humano vivo, usando una lente integral. La práctica de vida integral (ILP) aplica el modelo integral de Ken Wilber a través de nueve módulos de práctica personal. Ejemplos de "práctica integral" no asociados con Ken Wilber, y derivados de enfoques alternativos, son Práctica Transformativa Integral (ITP), Integración Holística y Trabajo de Vida Integral.

## Recepción en la academia convencional
La teoría integral es ampliamente ignorada en las principales instituciones académicas y ha sido fuertemente cuestionada por los críticos. El académico independiente Frank Visser dice que existe una relación problemática entre Wilber y la academia por varias razones, incluido un "discurso autorreferencial" en el que Wilber tiende a describir su trabajo como a la vanguardia de la ciencia. Visser ha compilado una bibliografía de crítica en línea de la teoría integral de Wilber y produjo una descripción general de sus objeciones. Otro crítico de Wilber, el académico independiente Andrew P. Smith, observa que la mayor parte del trabajo de Wilber no ha sido publicado por editoriales universitarias, un hecho que desalienta a algunos académicos de tomar sus ideas en serio. También se dice que el fracaso de Wilber en responder a los críticos de la Teoría Integral contribuye a la fría recepción del campo en algunos sectores.
Forman y Esbjörn-Hargens han contrarrestado las críticas con respecto a la posición académica de los estudios integrales en parte al afirmar que la división entre la teoría integral y la academia es exagerada por críticos que a su vez carecen de credenciales académicas o prestigio. También dijeron que los participantes en la primera Conferencia de Teoría Integral en 2008 tenían credenciales académicas en gran parte de la corriente principal y señalaron programas existentes en universidades alternativas como la Universidad John F. Kennedy o la Universidad de Graduados Fielding como una indicación del campo aparición.

## Crítica
El sistema AQAL ha sido criticado por no tener en cuenta la falta de cambio en la estructura biológica del cerebro a nivel humano (neocórtex complejo), teniendo este papel principal en la producción y menejo de los artefactos creados por humanos.